# آندری تیومنستف
آندری تیومنستف (روسی: Андрей Алексеевич Тюменцев؛ زادهٔ ۶ مهٔ ۱۹۶۳) بازیکن هندبال اهل اتحاد جماهیر شوروی سوسیالیستی بود.